# マーケティング・マネジメント
マーケティング・マネジメント（英: marketing management）はマーケティングを対象としたマネジメント、すなわち優れた価値提供を実現する方針・目標・プロセスの確立を目的とした活動・仕組みである。
具体的な活動として、企業や組織内でのマーケティングの方向性、技術、方法の実用化、および企業のマーケティングリソースと活動の管理が挙げられる。マーケティングマネジメントの体系を論ずる学問をマーケティング論という。企業が戦略的行動を改善する際に役に立つ学問である点では、広義の経営学に含まれる。

## 構造
マーケティング方針と高レベルの目標（≒戦略）を導きだすために、マーケティング・マネジメントでは競争戦略のツールを使用して業界の状況を分析する。ポーターのファイブフォース分析、競合他社の戦略的グループの分析、バリューチェーン分析などを実施する。マネジメントに必要な情報はマーケティングリサーチにより収集・分析される。競合他社の分析ではSWOT分析を使用して、市場の各競合他社の詳細なプロファイル（コスト構造、利益の源泉、リソースと能力、垂直統合の程度、業界の発展に対する過去の反応等）から相対的な競合の長所と短所（競争上の地位と製品の差別化）を調べる。 

SWOT分析チャートの例

### ブランド監査
ブランド監査は、競合他社と比較した業界におけるブランドの現在の位置とその有効性の徹底的な調査である。ブランド監査に関しては、6つの質問を注意深く調べて評価する必要がある。
1. 事業の現在のブランド戦略がどの程度うまく機能しているか
2. 会社の確立されたリソースの長所と短所は何か
3. 外的要因の機会と脅威は何か
4. 事業の価格とコストの競争力
5. 競合他社と比較して、事業競争力はどれほど強いか
6. 事業が直面している戦略的問題

企業がブランド監査を実施する際の目標は、企業のリソースの長所、短所、最良の市場機会、外部の脅威、将来の収益性、および既存の競合他社と比較した競争力を明らかにすることである。ブランド監査は、業界内でのブランドの地位と競争力を向上させるために必要な戦略的要素を確立する。ブランド監査により、強力な財務実績と市場での地位を獲得した事業は、効果的なブランド戦略を適切に考案するようになる。

### マーケティング戦略
以下の2点を基準としてターゲットセグメントを選択する。
1. 選択すべきセグメントは、規模が大きく、成長しており、頻繁に購入する、価格に敏感ではない（つまり、高額を支払う意思がある）、またはその他の要因があるため、サービスを提供するのに魅力的である。そして、
2. 自社は、セグメントの事業をめぐって競争するためのリソースと能力を備えており、競合よりも優れたニーズを満たすことができ、利益を上げることができる[2]。

一般的に引用されるマーケティングの定義は、単に「利益を上げてニーズを満たす」ことである。 
ターゲットセグメントを選択するということは、ターゲットでない顧客よりも多くのリソースを、ターゲットセグメントの顧客を獲得して維持するために割り当てるということである。場合によっては、会社はターゲットセグメントにいない顧客は相手にしないという戦略を取る。たとえば、おしゃれなナイトクラブのドアマンは、ナイトクラブの常連客の「ハイファッション」セグメントをターゲットにするという戦略的決定を下したため、おしゃれでない服装の個人の入場を拒否する。

### 実装計画

Marketing Metrics Continuumは、メトリクスを戦術から戦略に分類する方法のフレームワークを提供する。

会社が顧客基盤と業界での自社の競争力について十分に理解していれば、マーケティングマネージャーは独自の重要な戦略的決定を下し、会社の売上と利益を最大化するようにマーケティング戦略を設計・開発することができる。選択された戦略では、短期的なユニットマージンの最適化、売上の成長、市場シェア獲得、長期的な収益性などを目標とする。

### プロジェクト、プロセス、およびベンダーの管理
より広義には、マーケティングマネージャーは、新製品開発、ブランド管理、マーケティングコミュニケーション、価格設定などの中核となるマーケティングプロセスの有効性を設計および改善するために取り組んでいる。マーケターは、ビジネスプロセスリエンジニアリングツールを使用して、これらのプロセスが適切に設計されていることを確認し、さまざまなプロセス管理手法を使用して、プロセスをスムーズに運用し続けることができる。
施策の効果的な実行には、内部リソースと、広告代理店などのさまざまな外部ベンダーおよびサービスプロバイダーの管理が必要になる。マーケターは、これらのサービスの調達について、会社の購買部門と調整することになる。マーケティング代理店管理（外部のマーケティング代理店やサプライヤーとの協業）には、代理店の業績評価、仕事範囲の決定、インセンティブ報酬、 ERFx 、サプライヤーデータベースへのの情報の登録などが必要となる。

### レポート、測定、フィードバック、および制御システム
マーケティング・マネジメントでは、さまざまな指標を使用して、目標に対する進捗状況を測定する。マーケティングプログラムが費用対効果の高い方法で望ましい目的を達成することは、マーケティングマネージャーの責任である。
したがって、マーケティング・マネジメントでは、販売予測、販売員および再販業者のインセンティブプログラム、販売員管理システム、顧客関係管理ツール（CRM）など、さまざまな組織管理システムを利用する。一部のソフトウェアベンダーは、マーケティング・オペレーション・マネジメントまたはマーケティングリソース管理という用語を使って、マーケティングリソースを制御するための統合アプローチを実現するシステムを提供している。これらの取り組みは、エンタープライズリソースプランニング（ERP）、資材所要量計画（MRP）、効率的な消費者対応（ECR）、在庫管理システムなど、さまざまなサプライチェーン管理システムとも繋がる。

### 国際マーケティング管理
グロール化に伴い、一部の企業は自国の国境を越えてマーケティングを行い、グローバルマーケティングをそれらの企業のマーケティング戦略の一部としている。 マーケティングマネージャーは、顧客需要のレベル、タイミング、および構成に影響を与える責任がある。また、マーケティングマネージャーの役割は、企業の規模、企業文化、および業界の状況によって大幅に異なる可能性がある。たとえば、中小企業では、マーケティングマネージャーは、企業ブランドの管理およびマーケティング業務の両方の役割に貢献する場合がある。大規模な消費財企業では、マーケティングマネージャーが担当製品の全体的なゼネラルマネージャーとして動くこともある。 効果的で費用対効果の高いマーケティング・マネジメント戦略を作成するには、企業は自社事業と事業を行う市場について、詳細かつ客観的な理解をしている必要がある。 これらの問題を分析する際に、マーケティング・マネジメントの分野は、戦略的プランニングと重複することがある。